# Sâu vòi voi
Sâu đục thân chuối hay còn gọi là sâu vòi voi (Danh pháp khoa học: Cosmopolites sordidus) là một loài côn trùng trong họ Dryophthoridae, chúng là loài côn trùng ký sinh và gây hại trên cây chuối. Còn được gọi là con nhậy, con bọ đầu dài hay con sùng đục gốc chuối, nhìn chung nơi nào trồng chuối cũng đều thấy có mặt của loài sâu hại này, nhất là trên giống chuối già (chuối tiêu). Đây là loại sâu nguy hiểm gây hại cho vườn chuối. 

## Đặc điểm
Là một loại bọ cánh cứng đầu dài, có màu nâu đen hoặc màu xám đen, cơ thể hình bầu dục, dài khoảng 12-16 ly, chiều ngang khoảng 3-4 ly, và có vòi dài khoảng 3 ly, chúng hoạt động và đẻ trứng vào ban đêm, ít khi bay mà thường di chuyển bằng cách bò. Con trưởng thành có thể sống tới 2 năm.
Trứng có hình bầu dục dài khoảng 2 ly, màu trắng, thời gian trứng kéo dài khoảng 7-8 ngày. Sau khi nở sâu non (ấu trùng) có màu trắng sữa, mập mạp. Thời gian sâu non kéo dài khoảng 3 tuần. Đẫy sức sâu non làm một cái kén hình bầu dục ở những bẹ bị thối nhũn phía ngoài, rồi hoá nhộng bên trong, thời gian nhộng kéo dài khoảng 5-8 ngày. Cũng cần phân biệt loại sâu đục thân giả của cây phá hoại thân giả và sâu đục thân thật còn gọi là sâu vòi voi phá hoại chủ yếu ở thân thật dưới mặt đất. 

## Gây hại
Sâu đẻ trứng vào gốc chuối, trúng nở thành sâu đục vào củ chuối và lan lên thân giả.Sâu làm cây chuối chậm phát triển. Con cái thường đẻ trứng rải rác ở giữa các bẹ lá, vào chỗ bẹ hay cuống lá bị thối nhũn, hoặc đục lỗ nhỏ ở mặt ngoài bẹ của những cây chuối đang có hoặc sắp có buồng rồi đẻ trứng vào đó. Con trưởng thành cái cũng có thể chui xuống đất dùng vòi nhọn ở đầu đục củ chuối thành những lỗ nhỏ rồi đẻ trứng vào trong đó.
Con non không có chân đục vào trong thân giả thành những đường hầm ngang dọc trong thân, các đường hầm này ngày càng dài và rộng ra (tại các lỗ đục thường thấy có nhựa chuối tiết ra lầy nhầy màu vàng đục). Chúng đi đến đâu sâu để lại một đường phân như mùn cưa. Nếu nặng thân cây có thể bị rỗng như xơ mướp, làm cho thân giả bị thối, lá vàng, nõn bị héo, củ thối và cuối cùng là cả cây bị chết. Nếu cây đã có buồng thì thường sẽ bị gẫy ngang thân hoặc gẫy cuống buồng. Những cây bắt đầu trổng bông trở đi thường là những cây bị sâu gây hại nhiều nhất.